# Ferkelratten
Die Ferkelratten (Geocapromys), auch Stummelschwanz-Hutias genannt, sind eine Nagetiergattung aus der Unterfamilie der Baumratten (Capromyinae). Von den einst fünf Arten, die auf den karibischen Inseln vorkamen, leben heute nur mehr zwei auf Jamaika und den Bahamas.

## Merkmale
Ferkelratten sind äußerlich rattenähnliche Tiere, die wie alle Baumratten durch den vergleichsweise wuchtigen Kopf charakterisiert sind. Die Färbung des kurzen, dichten Fells variiert von gelbgrau über braun bis nahezu schwarz, wobei die Unterseite stets heller ist. Der kurze Schwanz ist kaum behaart, die Ohren sind klein und abgerundet. Ferkelratten erreichen eine Kopfrumpflänge von 33 bis 45 Zentimetern, eine Schwanzlänge von 3 bis 6 Zentimetern und ein Gewicht von 1 bis 2 Kilogramm.

## Lebensweise
Ferkelratten sind ausschließlich nachtaktiv. Tagsüber ruhen sie in Felsspalten oder Erdbauen. In der Nacht gehen sie auf Nahrungssuche, wobei sie gut klettern können und Felsen oder Bäume erklimmen. Sie leben einzelgängerisch, zeigen aber Artgenossen gegenüber wenig Aggressivität. Die Nahrung dieser Tiere setzt sich aus Rinde, Zweigen und Blättern zusammen.
Ein- oder zweimal im Jahr bringt das Weibchen nach einer rund 120-tägigen Tragzeit ein bis drei Jungtiere zur Welt. Diese sind ausgesprochene Nestflüchter und nehmen bereits wenige Tage nach der Geburt feste Nahrung zu sich.

## Die Arten
- Die Jamaika-Ferkelratte (Geocapromys brownii) ist auf Jamaika endemisch. Die Bestände sind im 20. Jahrhundert durch die Zerstörung des Lebensraums zurückgegangen, die IUCN listet die Art als gefährdet (vulnerable).
- Die Bahama-Ferkelratte (Geocapromys ingrahami) war vermutlich früher auf den gesamten Bahamas verbreitet, lebt heute jedoch nur mehr auf der Insel East Plana Cay. Der Bestand wird auf 6000 bis 12000 Tiere geschätzt, auch diese Art gilt als gefährdet (vulnerable).
- Die Schwaneninseln-Ferkelratte (Geocapromys thoracatus) lebte auf den Schwaneninseln, einer zu Honduras gehörenden Inselgruppe in der Karibik. Vermutlich stammen die Tiere von anderen Ferkelratten ab, die von Indianern vor 5000 bis 7000 Jahren auf die Inseln gebracht wurden. Bis in das 20. Jahrhundert waren sie häufig, ein Hurrikan und die Nachstellung durch eingeschleppte Hauskatzen sorgten aber für das Aussterben der Art Mitte des 20. Jahrhunderts.
- Geocapromys columbianus und Geocapromys pleistocenicus lebten auf Kuba und sind ebenfalls ausgestorben, wofür die Bejagung durch den Menschen verantwortlich sein dürfte. Während G. columbianus vermutlich noch bis nach Ankunft der Europäer auf Kuba überlebt haben dürfte, ist G. pleistocenicus wahrscheinlich schon vorher ausgestorben.